# Bohumil Čermák (diplomat)
Bohumil Václav Čermák (18. prosince 1870 Plzeň – 24. února 1921 Sète) byl český obchodník, ředitel tabákového závodu v Petrohradě a diplomat dlouhodobě žijící a působící v Rusku, později 1. československý velvyslanec v Rumunsku a významný člen tzv. Prvního československého odboje. Po roce 1915 se jako předseda Svazu československých spolků na Rusi se zasadil o vznik československých legií v Rusku a stal jedním z nejdůležitějších zdejších spolupracovníků skupiny okolo Tomáše Garrigue Masaryka, usilovala o vznik samostatného Československa.

## Život

### Mládí
Narodil se v Plzni do zaopatřené rodiny. Obecnou školu navštěvoval v Plzni, roku 1887 absolvoval místní německé reálné gymnázium. Od mládí projevoval velké jazykové nadání, začal tedy následně studovat vídeňskou Orientální akademii (později c. a k. Konzulární akademie ve Vídni), prestižní rakouskou instituci pro vzdělávání budoucích diplomatů. Postupně pak Čermák dosáhl znalosti celkem deseti jazyků, včetně němčiny, francouzštiny či ruštiny.

### Petrohrad
Krátkém působení v plzeňských Škodových závodech na pozici korespondenta zahraničního obchodu odcestoval Čermák roku 1890 za pracovními příležitostmi do Nizozemí, následně pak zakotvil v Belgii, kde se uplatnil jako spojka pro ruský trh, absolvoval na Rusi řadu obchodních cest. Roku 1902 byl přijat jako zaměstnanec tabákové společnosti Josef Tinchan et Conzales v Antverpách, kterou byl angažován ve výrobní filiálce společnosti na doutníky La Habanera v Petrohradu, kam se Čermák téhož roku také přestěhoval. Roku 1907 byl jmenován administrativním ředitelem závodu, rovněž byl pověřen správou petrolejových rafinerií u Kaspického moře. Získal místo hospodářského poradce na rakousko-uherském ministerstvu zemědělství. Okolo roku 1909 získal Bohumil Čermák ruské občanství, jeho společenská prestiž v místních kruzích rostla, díky svému jmění se mohl stát sběratelem umění a mecenášem veřejných aktivit.

### První československý odboj v Rusku
Čermák se jakožto český vlastenec rovněž zapojil do života a struktur české komunity v Petrohradu, tehdejším hlavním městě Ruského impéria. Stal se členem výboru tamního Českého výpomocného spolku a jeho štědrým přispěvatelem. Poté, co roku 1914 vyhlásilo Rusko válku Rakousku-Uhersku, v reakci na jeho napadení Srbska, došlo v Petrohradu 6. srpna ke vzniku Komitétu pro pomoc obětem války, jehož byl Čermák zvolen předsedou. Spolek zaměřený primárně na pomoc rakousko-uherské armády v ruském zajetí začal zároveň provádět přípravy na formování jednotek Čechů a Slováků bojujících za vznik vlastního národního státu. Čermák se spolupodílel na vzniku memoranda českých krajanů ruské vládě z druhé poloviny srpna roku 1914. Následná koordinace s dalšími krajanskými centry zajistila vznik České družiny, dobrovolnického praporu českých a slovenských vojáků v ruské armádě.

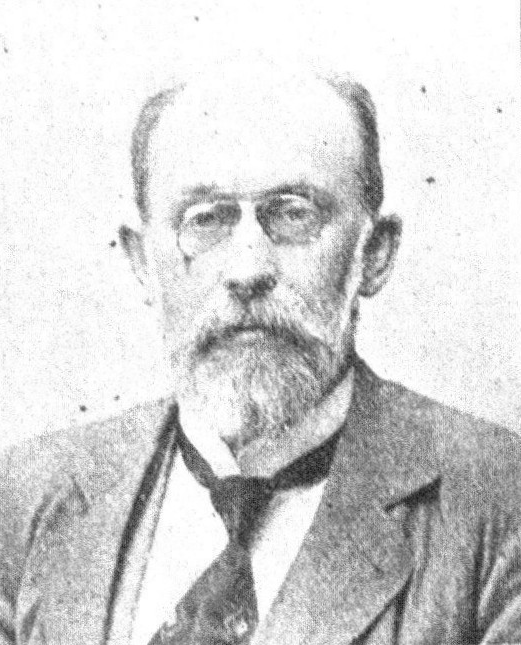
Josef Dürich, vůdčí osobnost českých krajanů v Kyjevě, Čermákův hlavní politický oponent

Roku 1915 pak stanul jako předseda v čele Svazu československých spolků na Rusi mající za cíl sjednotit české a slovenské krajany v Rusku v podpoře aktivit exilové skupiny Tomáše Garrigue Masaryka, Edvarda Beneše a Milana Rastislava Štefánika zasazujících se o vznik samostatného Československa, koordinoval krajanská centra v Petrohradě, Moskvě, Varšavě a Kyjevě. Spolek zároveň začal vydávat vlastní časopis Čechoslovák, jehož byl Čermák vydavatelem a redaktorem, v listu působil mj. též novinář a pozdější diplomat Bohdan Pavlů a historik Jiří Klecanda. Časopis publikoval také texty a jazykové příručky určené Čechům a Slovákům v ruském zajetí. Čermák byl spolu s Klecandou a Pavlů stoupencem tzv. petrohradského ideového směru, který odmítal panslavistické myšlenky a nechtěl se s podporou při vzniku státu opírat o politicky nestabilní carské Rusko, které se s pokračující válkou navíc začínalo hospodářsky hroutit. V tomto ohledu se rozcházel s pojetím Josefa Düricha, poslance Říšské rady a ústřední postavy československé komunity v Kyjevě.

### Český komitét zahraniční
Roku 1915 byl pak Masarykem, Benešem a Štefánikem pro koordinaci krajanských center ustanoven Český komitét zahraniční.14. listopadu 1915 pak komitét vydal veřejné prohlášení, v němž formuloval svou snahu o založení samostatného československého státu. Kromě poslanců Říšské rady Masaryka a Düricha a předsedy ruských spolků Čermáka prohlášení podepsali předseda Národního sdružení v Chicagu Ludvík Fischer, členové chicagského sdružení Karel Pergler a v New Yorku působící Emanuel Voska, předseda Českého komité v Anglii Jan Sýkora a jeho tajemník František Kopecký, předseda Slovenské ligy v Americe Albert Mamatey a její tajemník Ivan Daxner, novinář a redaktor časopisu Čechoslovák v Petrohradě Bohdan Pavlů, za spolek Rovnost v Paříži Antonín Veselý a za Výbor české kolonie a českých dobrovolníků v Paříži malíř Josef Kupka. Z Českého komitétu zahraničního se následně utvořila Československá národní rada, jejímž místopředsedou se roku 1916 stal Josef Dürich, po jednání s carem Mikulášem II. pak došlo ke zřízení československých legií.
Dürich se nicméně v dubnu 1916 stal předsedou Svazu československých spolků na Rusi a hlavní aktivity spolku se přesunuly do Kyjeva. Po komplikovaných okolnostech přerušení spolupráce Masarykovy skupiny s Dürichem se Čermák stal nejpodstatnější postavou československých osamostatňovacích snah v Rusku. Úzce spolupracoval s Masarykem, který se do Petrohradu po únorové revoluci 1917 přesunul a zůstal zde až do podzimu téhož roku. V březnu 1917 se Čermák stal zplnomocněncem Národní rady v Rusku, v květnu téhož roku byl zvolen místopředsedou Odbočky Národní rady československé v Rusku. V listopadu 1917 proběhl v Ruském impériu socialistický převrat a vládu nad zemí přebrala komunistická vláda v Moskvě. V březnu 1918 se do Moskvy Čermák spolu s členy ONRČ přesunul, aby po uzavření separátního míru v Brestu-Litevském jednal se sovětskou vládou o odchodu bojujících Čechů a Slováků z Ruska do Francie. V květnu 1918 byl pak spolu s 2. místopředsedou ONRČ Prokopem Maxou zatčen a uvězněn v moskevských věznicích Taganka, posléze Butyrka. Vojska československých legií tak byla pro návrat do vlasti podstoupit tzv. Sibiřskou anabázi a vrátit se do posléze vzniknuvšího Československa přes Vladivostok a následně mořskou cestou kolem Asie do Evropy.

### Velvyslanec v Rumunsku

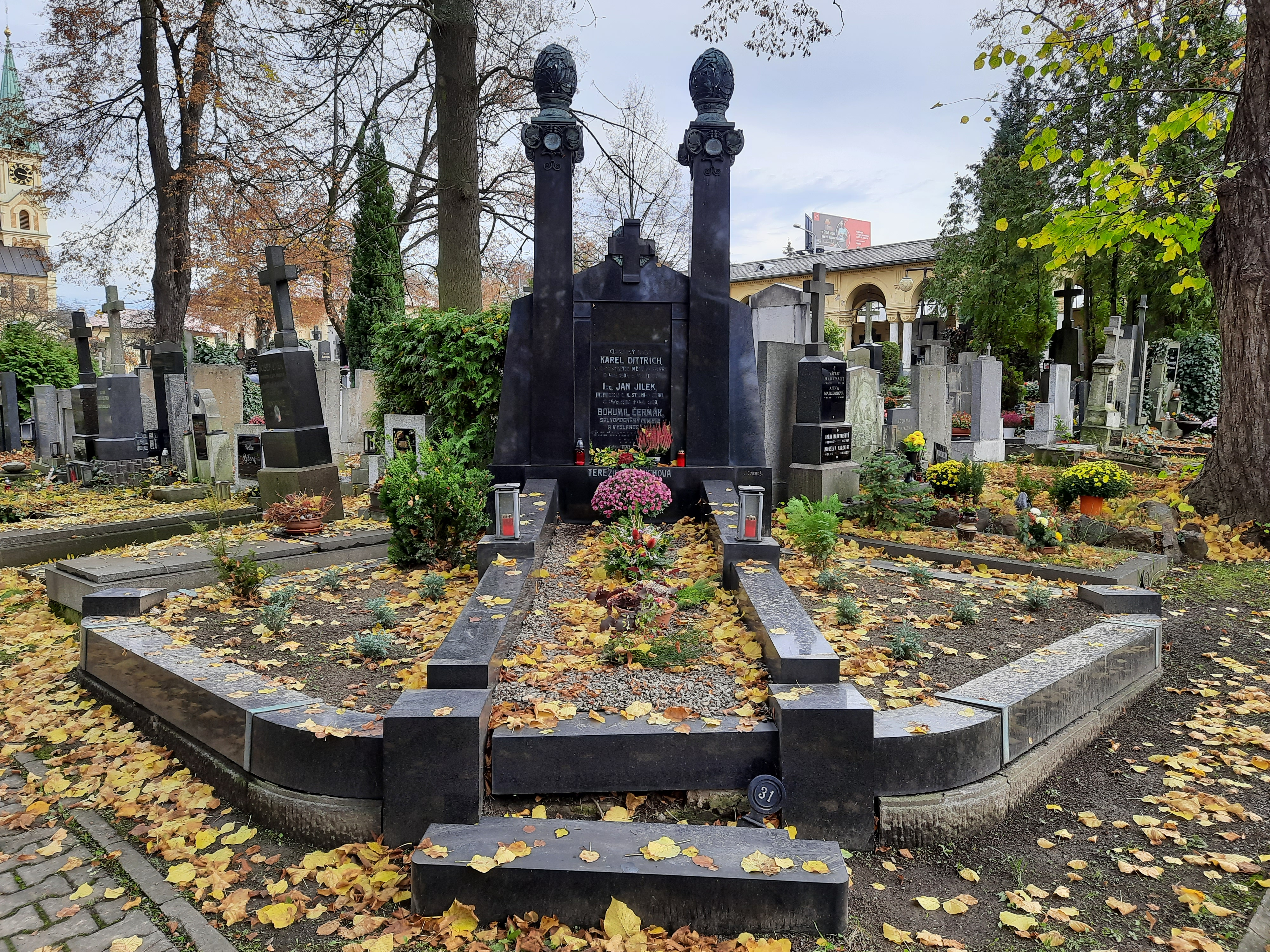
Hrobka Bohumila Čermáka na Ústředním hřbitově v Plzni (vystavěla firma Jan Cingroš)

Na základě mírových dohod z Versailles byl Čermák a Maxa v prosinci 1918 propuštěni a přes Petrohrad se 15. ledna 1919 se dostali do Československa. Zde Čermák po předchozích diplomatických úspěších přijal funkci prvního velvyslance ČSR v Rumunském království, kde se stal významným prostředníkem při sjednávání spojeneckého paktu tzv. Malé dohody, podepsané mezi Rumunskem a ČSR v dubnu 1921. Ta stvrzovala spojenectví a příslib vzájemné vojenské pomoci v případě vnějšího napadení mezi Československem, a Rumunskem a Jugoslávií. Z důvodu znechucení politickými poměry však Bohumil Čermák v létě 1920 politického působení zanechal a na funkci rezignoval. Krátce pobýval v Praze, věnoval se psaní pamětí. Začátkem roku 1921 odcestoval do Belgie, kde chtěl navázat na své obchodní zaměstnání, v únoru 1921 pak odjel do přístavního města Sète na jihofrancouzské Riviéře, kde trávil dovolenou.

### Úmrtí
Bohumil Čermák zemřel náhle 24. února 1921 ve francouzském Sète ve věku 50 let, bylo uvedeno, že smrt jej zastihla v lázni. Tělo bylo dopraveno do Československa a uloženo v hrobce na Ústředním hřbitově v Plzni. Bohatě zdobenou hrobku vystavěla věhlasná plzeňská kamenická firma Jan Cingroš.